# Дрютен
Дрютен (нід. Druten, нід. вимова: [ˈdrytə(n)] ( прослухати)) — муніципалітет і місто на сході Нідерландів, у провінції Гелдерланд.

## Населені пункти муніципалітету
Міста
- Дрютен

Села
- Афферден
- Дест
- Горссен
- Пейфлейк

Селища
- Моленгук

## Топографія
Нідерландська топографічна карта муніципалітету Дрютен, червень 2015 року

## Визначні мешканці
- Петер Ганс Кольвенбах (1928–2016) — двадцять дев'ятий Генерал Товариства Ісуса

## Галерея

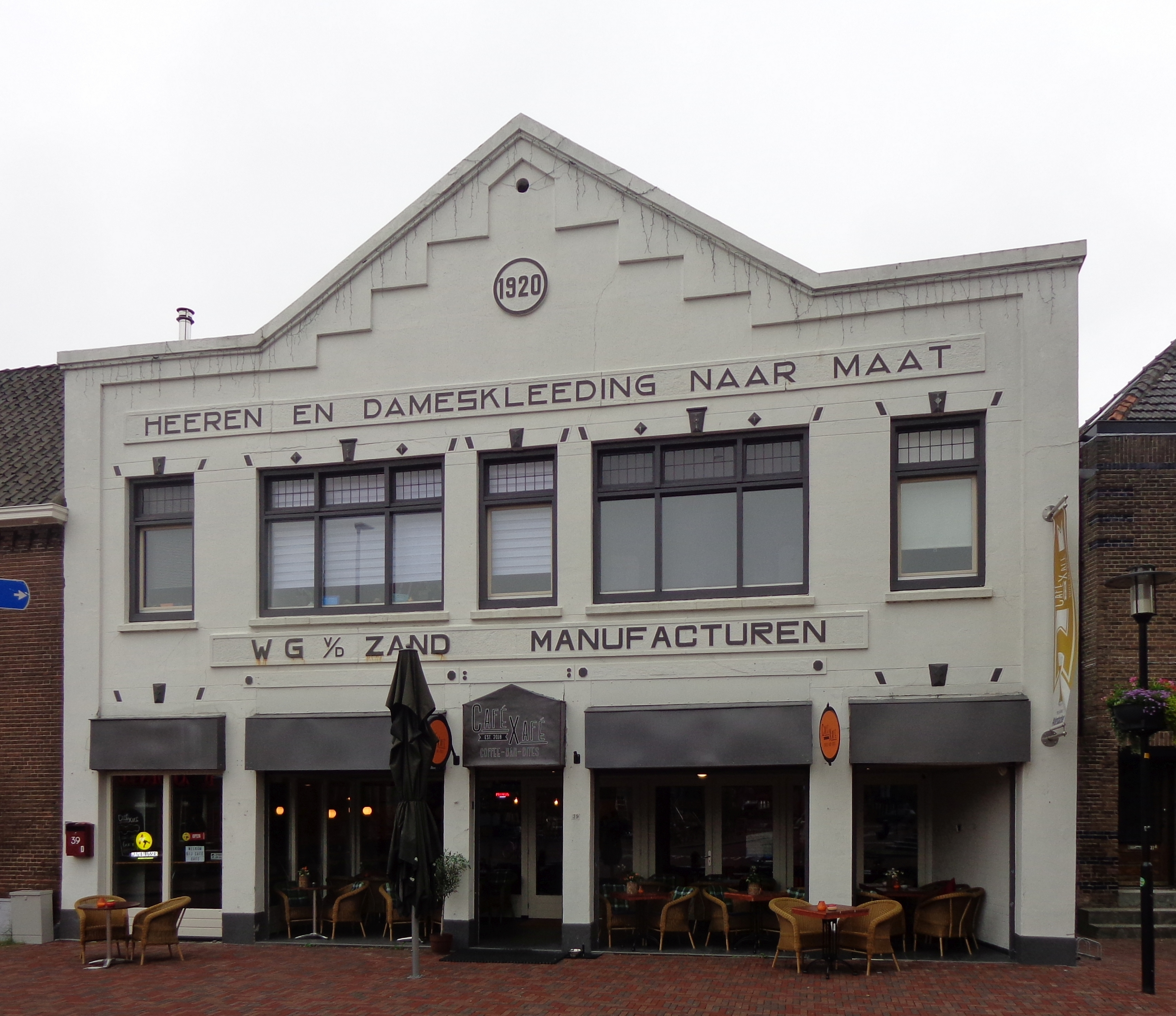
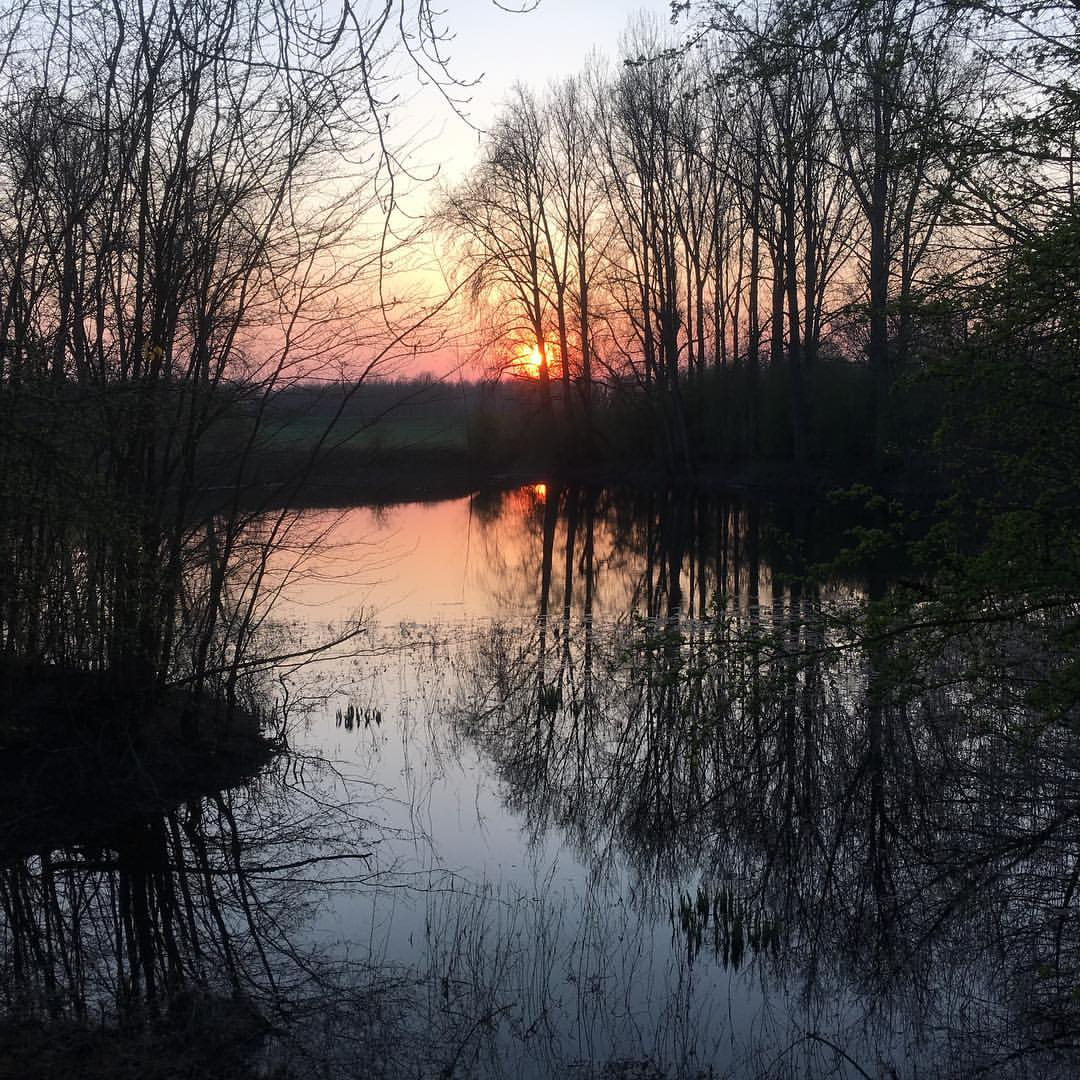
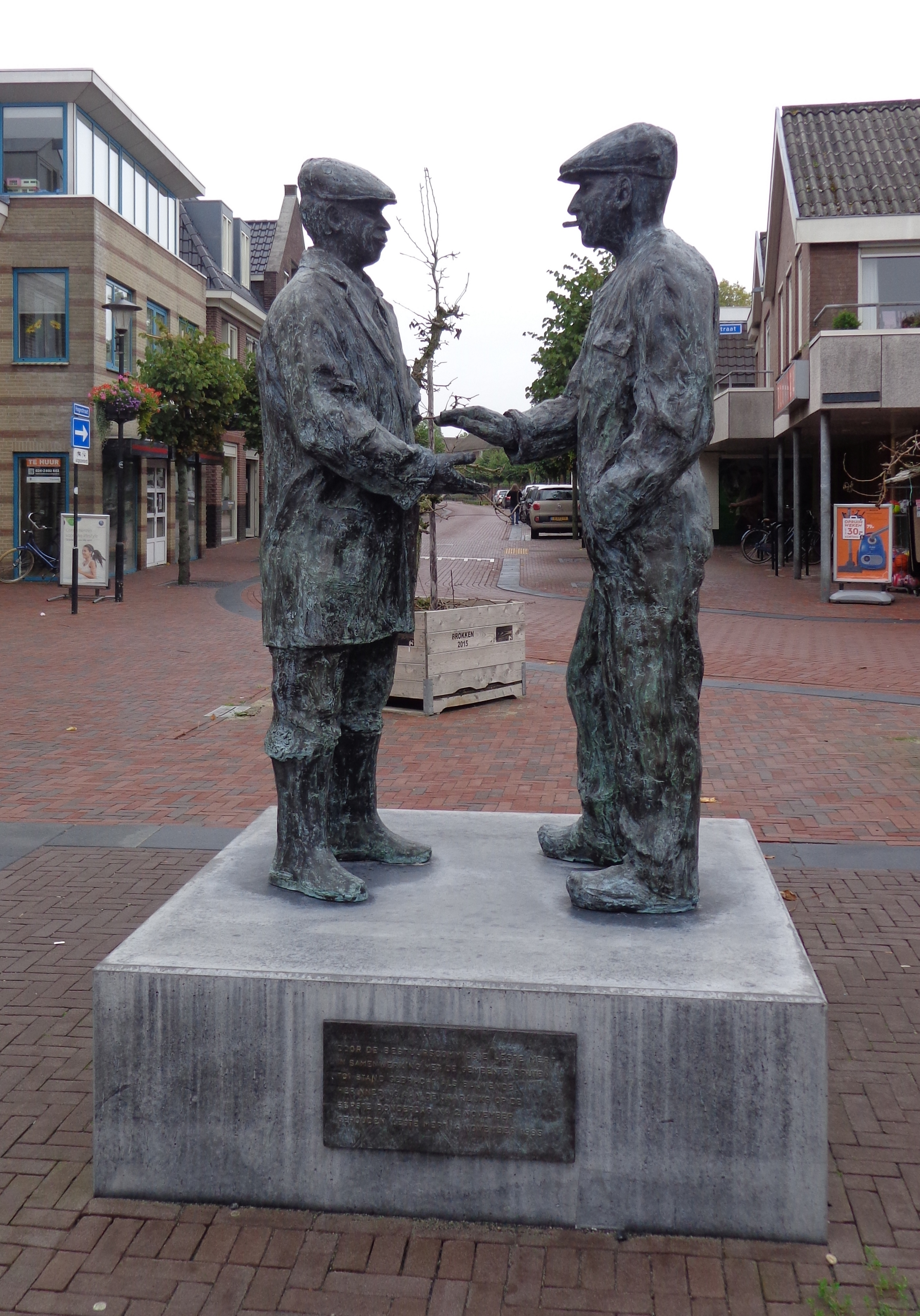
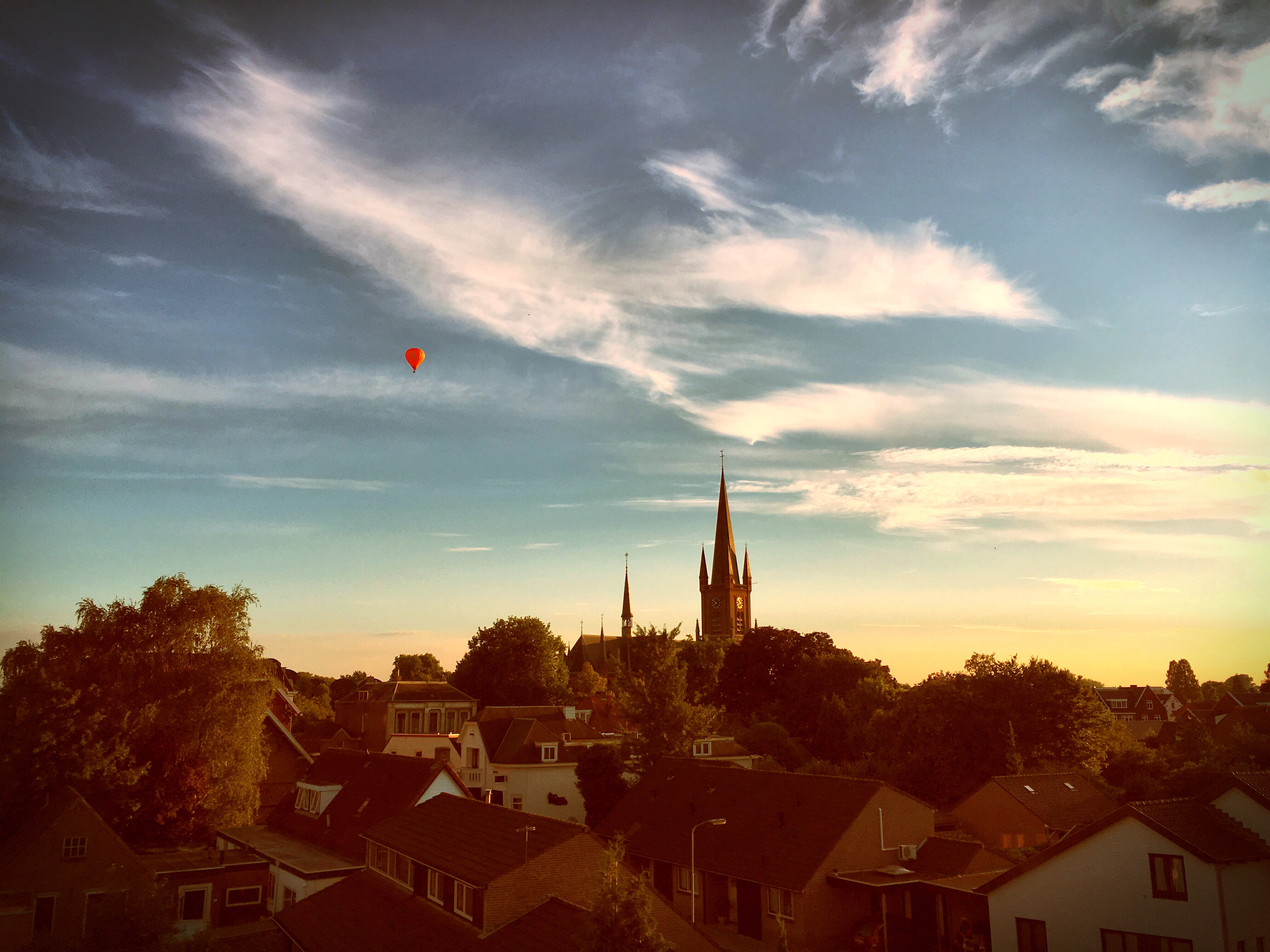
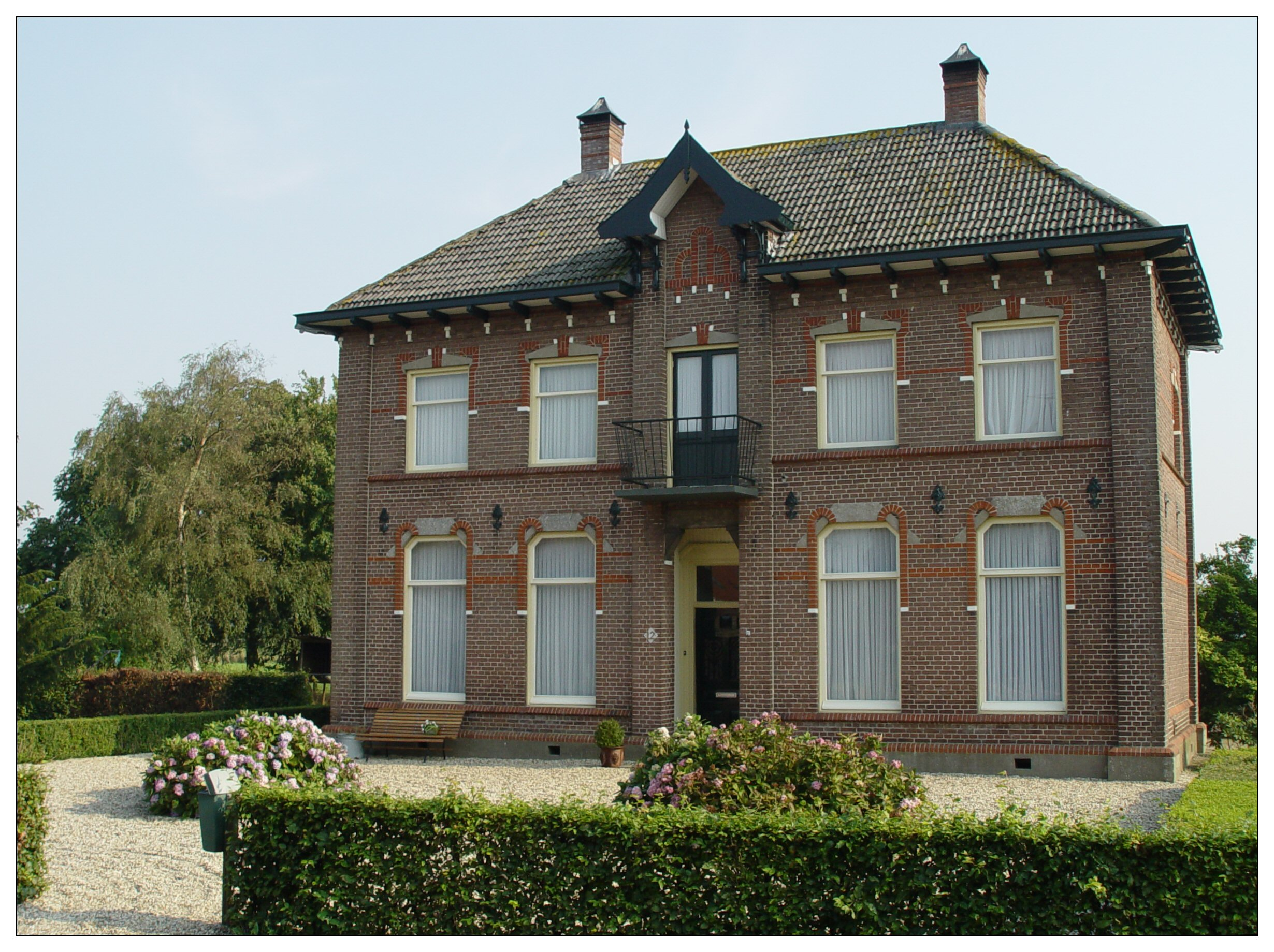
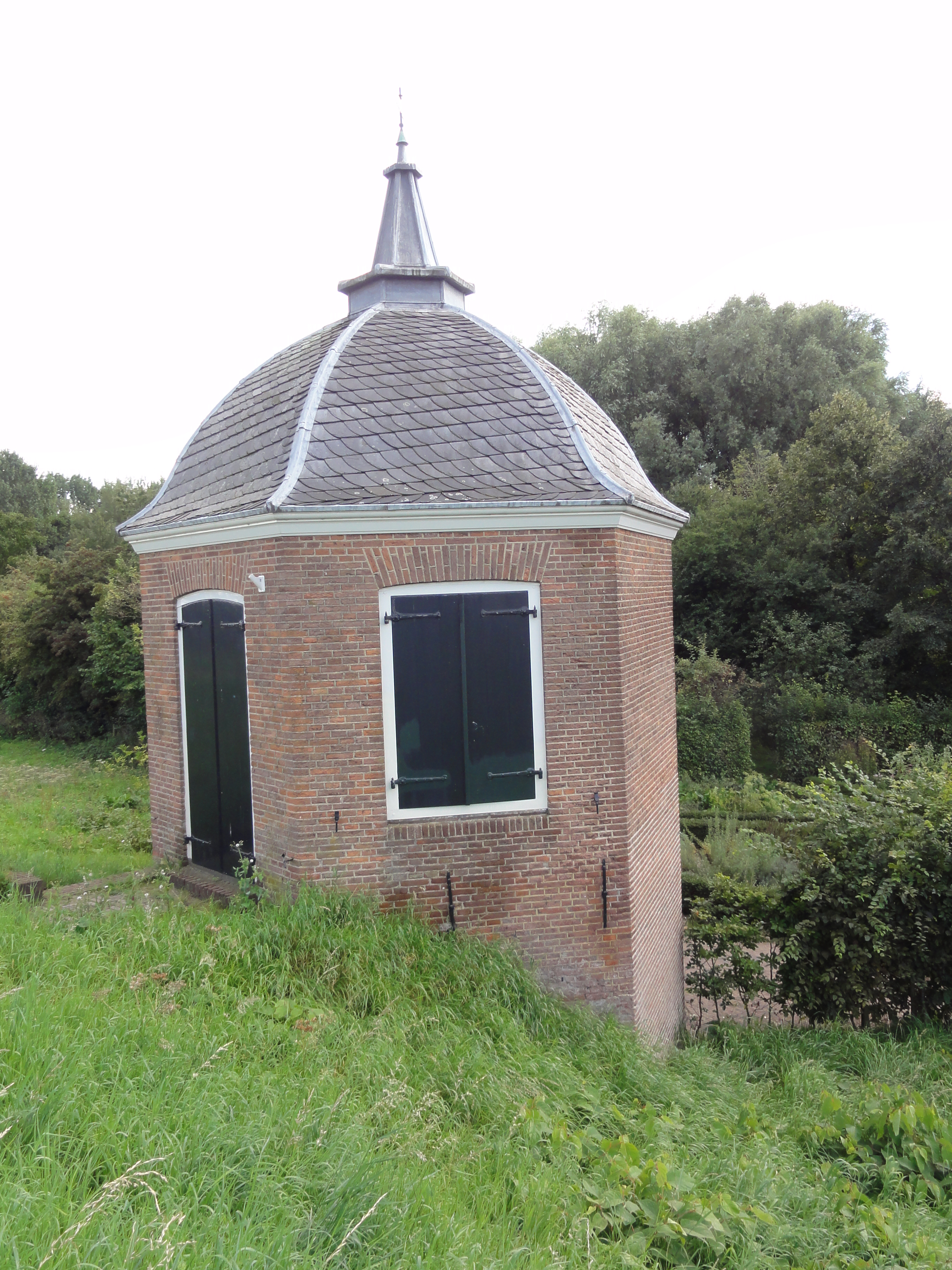